# إيتو موري
إيتو موري (باليابانية: 森絵都) (2 أبريل 1968 في اليابان)؛ كاتبة للأطفال وروائية يابانية.

## روابط خارجية
- إيتو موري على موقع IMDb (الإنجليزية)
- إيتو موري على موقع قاعدة بيانات الفيلم (الإنجليزية)